# Ufouria: The Saga
Ufouria: The Saga, conosciuto in Giappone come Hebereke (へべれけ?), è un videogioco di tipo avventura dinamica, sviluppato e pubblicato da Sunsoft per il Nintendo Entertainment System, distribuito in Giappone il 20 settembre 1991, in Europa il 19 novembre 1992 e in Australia nello stesso anno. È il primo gioco della serie Hebereke.
Lo stile del gioco è simile a Metroid e a Blaster Master, e ogni personaggio ha delle abilità differenti dagli altri. A causa della distribuzione limitata in Europa ne furono vendute pochissime copie, infatti il gioco è oggi molto ricercato dai collezionisti.

## Storia

### Versione europea
Bop-Louie e i suoi tre amici Freeon-Leon, Shades e Gil vivono in un mondo chiamato Ufouria. Un giorno i personaggi si imbattono in un cratere, in cui gli amici di Bop cadono dentro. Bop-Louie si cala lentamente all'interno e si trova in un altro mondo, strano ed ostile. Bop-Louie si mette alla ricerca dei suoi amici, ma ogni volta che ne trova uno deve battersi con lui per fargli riacquisire la memoria; essi soffrono infatti di amnesia e lo vedono come una minaccia. Una volta riunito il gruppo, i quattro amici devono trovare degli oggetti che permettono loro di acquisire nuovi poteri e di accedere così a nuove aree, recuperando così tre chiavi magiche. Solo con queste, possono aprire una grande porta che costituisce la via di ritorno a Ufouria.

### Versione giapponese
Molto tempo prima, la pace regnava nel loro mondo, quando sopraggiunse una grande guerra. La battaglia sta coinvolgendo tutto il mondo, perché lo spazio-tempo è talmente contorto che il mondo ha iniziato a crollare.
Tutti gli eroi furono costretti combattere, ma caddero nel cratere del tempo e dello spazio. A tutti coloro che sono nel dolore, si prenderanno cura alla fine, ora hanno deciso di iniziare l'avventura della loro famiglia di origine, al loro mondo.
Da qualche parte in questo mondo, l'eroe, conosciuto come Hebereke, deve trovare i suoi tre amici: Oh-Chan, Sukezaemon, e Jennifer sono nascosti. Quindi per sopravvivere in questo mondo strano, è necessario trovare i suoi amici, verificare le competenze del team, e tutti e tre devono avventurarsi in questo mondo magico, per combattere contro un alieno chiamato Unyo.

## Versione PAL
La versione PAL di Ufouria: The Saga ha subito molte alterazioni: la storia è cambiata in alcune parti così come il nome del gioco, il testo è in inglese e anche i nomi dei personaggi sono stati cambiati:
- Hebe: Bop-Louie
- Oh-Chan: Freeon-Leon
- Sukezaemon: Shades
- Jennifer: Gil

I personaggi hanno poi subito alterazioni nel design: Hebe/Bop-Louie da un pinguino è stato cambiato con una specie di pupazzo di neve con vestiti, occhi grandi e una bocca; Oh-Chan/Freeon-Leon da un gatto è diventato una lucertola arancione; gli uccelli lasciano cadere martelli da sedici tonnellate anziché le loro feci.
La schermata iniziale (che includeva l'immagine dei quattro personaggi) è stata ridisegnata. Freeon-Leon viene chiamato una sola volta nel corso del gioco, ma come Freeon-Leeon, al contrario di quanto riporta la confezione del gioco.

## Personaggi
- Hebe (Bop-Louie): pinguino in grado di camminare velocemente sulla terraferma e saltare molto in alto. Non sa nuotare e cade sulle superfici ghiacciate. È inoltre in grado di arrampicarsi sui muri con una apposita ventosa. La sua abilità speciale consiste nello sganciare la testa dal corpo per colpire i nemici di fronte a lui.
- Oh-Chan (Freeon-Leon): gatto che cammina lentamente sulla terraferma e poco abile nei salti. È l'unico a saper camminare sul ghiaccio senza cadere. Può nuotare a pelo dell'acqua, ma non immergersi. Ha l'abilità di congelare i nemici trasformandoli in blocchi di ghiaccio che possono essere usate come piattaforme.
- Sukezaemon (Shades): fantasma in grado di saltare molto in alto e planare lentamente. Cammina lentamente sulla terraferma, non sa nuotare e cade sulle superfici ghiacciate. La sua abilità speciale consiste nel colpire tutti i nemici presenti sullo schermo con i suoi occhi.
- Jennifer (Gil): rana che cammina lentamente sulla terraferma e poco abile nei salti. È in grado di nuotare anche sott'acqua ma cade sulle superfici ghiacciate. Come abilità speciale, rigurgita delle bombe che non hanno effetto sui nemici ma possono distruggere certi muri.